# Barbara Ingiro
Barbara Ingiro-Sapea (ur. 6 grudnia 1962 w Pokpok na Wyspie Bougainville’a) – papuańska lekkoatletka, olimpijka.

## Kariera
Wystąpiła na Letnich Igrzyskach Olimpijskich 1984 w dwóch konkurencjach. W eliminacjach biegu na 100 m zajęła 7. miejsce w swoim wyścigu (12,19), odpadając tym samym z rywalizacji – jej rezultat był 36. czasem kwalifikacji wśród 46 startujących biegaczek. W kwalifikacyjnym wyścigu na 100 m przez płotki zajęła ostatnie, 6. miejsce. Jej czas (15,39) był najsłabszym wynikiem rundy kwalifikacyjnej wśród 22 płotkarek.
Dwukrotnie brała udział w igrzyskach Południowego Pacyfiku (1983, 1987). W 1983 roku zdobyła pięć medali. Zwyciężyła w sztafecie 4 × 400 m (4:03,17), poprawiając rekord igrzysk. Srebro zdobyła w biegu na 400 m (58,54) i sztafecie 4 × 100 m (49,08), natomiast dwa brązowe medale osiągnęła w biegu na 100 m (12,49) i biegu na 200 m (25,49). W 1987 roku wywalczyła brązowe medale w obu biegach sztafetowych. W Miniigrzyskach Południowego Pacyfiku 1981 osiągnęła złoty medal w sztafecie 4 × 400 m (4:02,72).
Rekordy życiowe: bieg na 100 m – 12,19 (1984), bieg na 100 m przez płotki – 15,07 (1984).